# Ana Rüsche
Ana Rüsche (São Paulo, 14 de setembro de 1979) é uma escritora, professora e pesquisadora brasileira.

## Biografia
Ana nasceu na capital paulista, em 1979. É bacharel em Letras pela Faculdade de Filosofia, Letras e Ciências Humanas e em Direito pela Universidade de São Paulo, com mestrado em Direito Internacional pela Faculdade de Direito do Largo do São Francisco e doutorado em Estudos Literários e Linguísticos em Inglês, também pela USP.
Ingressou na poesia com Rasgada (2005, publicado junto com “Medianeira” de Fábio Aristimunho Vargas), obra traduzida e publicada no México (2008, trad. Alberto Trejo e Alan Mills). Depois publica Sarabanda: um caderno de estudos (2007), que recebeu uma reedição intitulada somente “Sarabanda” (2013). Seu próximo livro, Nós que adoramos um documentário (2010), foi selecionado pelo ProAC, da Secretaria de Estado da Cultura do governo estadual de São Paulo. Em 2016, publica "Furiosa", em edição comemorativa que reúne sua produção poética da primeira década. Alguns poemas deste livro foram traduzido ao inglês por Maíra Mendes Galvão na publicação “Furiosa: A Nautical Chart and Its Monsters”, lançado em Nova York (edição de autora, Festival ALLOVER5, 2017).
Em prosa, publicou o romance "Acordados" (2007), também premiado pelo PAC, da Secretaria de Cultura do município de São Paulo. Em 2008, o texto “Do Amor: o dia em que Rimbaud decidiu vender armas” recebeu menção honrosa no Prêmio Nascente USP e, dez anos depois, veio a ser publicado pela Editora Quelônio, acrescido de um apêndice escrito em 2017.

## Rádio e Podcast
É apresentadora e editora do podcast sobre literatura de nome Incêndio na Escrivaninha, que é gravado e transmitido pela Rádio Sens 